# オーストラリア陸軍

陸軍旗に使われるオーストラリア国旗

オーストラリア陸軍（Australian Army）は、オーストラリア国防軍三軍のうちの一つであり、オーストラリアが保有する陸軍である。

## 編制
- 統合参謀長
- 陸軍本部
  - 第2旅団[1][2]
    - 第1衛生支援大隊
    - 第2衛生支援大隊
    - 第3衛生支援大隊
    - 第4衛生支援大隊

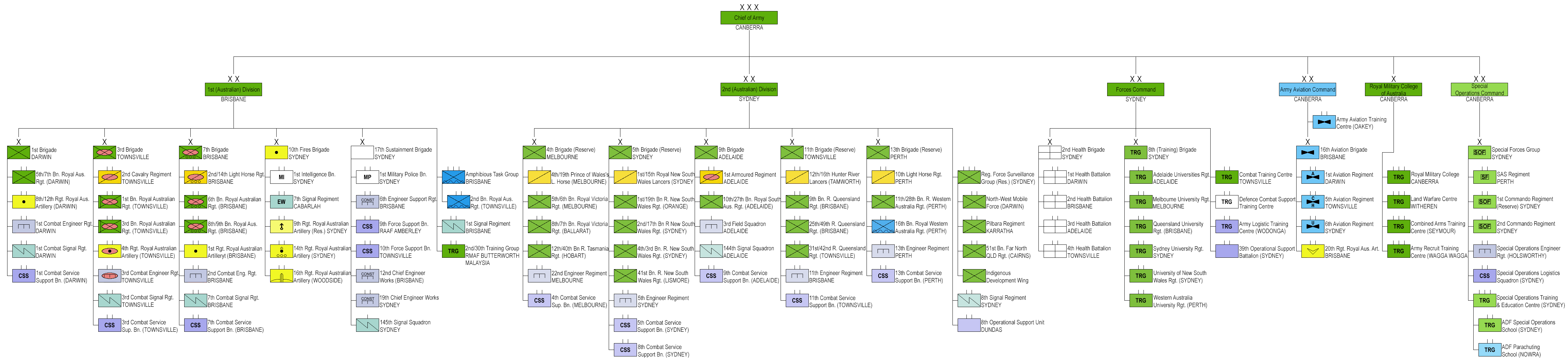
2025年時点の編成

  - 第6旅団 （通信およびインテリジェンス・監視・偵察）
    - 第1通信グループ
    - 第1情報大隊
    - 第1憲兵大隊
    - 第2＝30訓練グループ
    - 第6工兵支援連隊
    - 第7通信連隊（電子戦）
    - 第16防空連隊
    - 第19工兵部隊
    - 第20無人航空・標的連隊
    - ノースウェスト機動部隊（予備、長距離偵察）
    - ピルバラ連隊（予備、長距離偵察）

  - 第9旅団
    - サウスオーストラリア銃騎兵第3=9連隊
    - 第1機甲連隊
    - 王立オーストラリア連隊第7大隊（装輪機械化歩兵）
    - 王立サウスオーストラリア連隊第10=27大隊
    - 第16砲兵中隊
    - 第48砲兵中隊
    - 第9戦闘工兵連隊第3中隊
    - 第144通信中隊
    - 第9戦闘支援大隊

  - 第17戦闘支援旅団（英語版）
    - 第17通信連隊
    - 第2軍事支援大隊（予備）
    - 第9軍事支援大隊
    - 第10軍事支援大隊
    - 第39厚生支援大隊
    - 第1心理戦部隊
- 第1師団
  - 王立オーストラリア連隊第2大隊（水陸両用歩兵）
  - 第1通信連隊
  - 地上戦準備センター
  - 第1旅団
    - 王立オーストラリア連隊第5大隊（機械化歩兵）
    - 第8=12砲兵連隊
    - 第1戦闘工兵連隊
    - 第1戦闘通信連隊
    - 第1戦闘支援大隊

  - 第3旅団
    - 第2騎兵連隊
    - 王立オーストラリア連隊第1大隊
    - 王立オーストラリア連隊第3大隊
    - 第4砲兵連隊
    - 第3戦闘工兵連隊
    - 第3戦闘通信連隊
    - 第3戦闘支援大隊

  - 第7旅団
    - 第2/14軽騎兵連隊
    - 王立オーストラリア連隊第6大隊（装輪機械化歩兵）
    - 王立オーストラリア連隊第8=9大隊（装輪機械化歩兵）
    - 第1砲兵連隊
    - 第2戦闘工兵連隊
    - 第139通信中隊
    - 第7戦闘支援大隊
- 特殊作戦コマンド（SOCOMD）
  - 群司令部支援中隊
  - オーストラリアSAS連隊（SASR）
  - 第1コマンドー連隊（1CDO）
  - 第2コマンドー連隊（2CDO）
  - 緊急対処連隊（対NBC）
  - 特殊作戦工兵連隊（SOER）
  - 特殊作戦支援中隊
  - 国防特殊作戦訓練及び教育センター
    - オーストラリア国防軍特殊作戦学校
    - オーストラリア国防軍空挺学校

  - 軍司令部（予備役・後方支援部隊その他の指揮統制）
    - 軍団訓練旅団
    - 陸上訓練旅団
- 第2師団（英語版）
  - 第8通信連隊（予備）
  - 第9砲兵連隊
  - 第4旅団（予備）
    - プリンス・オブ・ウェールズ連隊第4=19大隊（偵察）
    - 王立ヴィクトリア連隊第5/6大隊
    - 王立ヴィクトリア連隊第8/7大隊
    - 王立タスマニア連隊第12=40大隊
    - 第2=10砲兵連隊
    - 第4戦闘工兵連隊
    - 第108通信中隊
    - 第4戦闘支援大隊

  - 第5旅団（英語版）（予備）
    - 第1=15ロイヤル・ニューサウスウェールズ槍騎兵連隊
    - 王立ニューサウスウェールズ連隊第1=19大隊
    - 第12=16ハンター・リバー槍騎兵連隊
    - 王立ニューサウスウェールズ連隊第2=17大隊
    - 王立ニューサウスウェールズ連隊第41大隊
    - ブリティッシュ・ロイヤル・ニューサウスウェールズ連隊第4=3大隊
    - 第7砲兵連隊
    - 第8戦闘工兵連隊
    - 第155通信中隊
    - 第8戦闘支援大隊
    - 第23砲兵連隊
    - 第5戦闘工兵連隊
    - 第21建設連隊（予備）
    - 第142通信中隊
    - 第5戦闘支援大隊

  - 第8旅団（英語版）（訓練）
    - アデレード大学連隊
    - メルボルン大学連隊
    - クイーンズランド大学連隊
    - シドニー大学連隊
    - ニューサウスウェールズ大学連隊
    - 西オーストラリア大学連隊

  - 第11旅団（英語版）（予備）
    - 王立クイーンズランド連隊第9大隊
    - 王立クイーンズランド連隊第25=49大隊
    - 王立クイーンズランド連隊第31=42大隊
    - 第11戦闘工兵連隊第35中隊
    - 第141通信中隊
    - 第11戦闘支援大隊

  - 第13旅団（英語版）（予備）
    - 第10軽騎兵連隊A中隊
    - 王立ウェスタンオーストラリア連隊第11=28大隊
    - 王立ウェスタンオーストラリア連隊第16大隊
    - 第3砲兵連隊第7中隊
    - 第13戦闘工兵連隊第13中隊
    - 第13戦闘支援大隊
    - ファーノース・クイーンズランド連隊第51大隊（予備、長距離偵察）
- 陸軍航空本部（英語版）
  - 第16航空旅団（英語版）（航空）
    - 第1航空連隊
    - 第5航空連隊
    - 第6航空連隊

### 兵員数
2019年現在、陸軍には29,511人の兵士と18,738人の予備役が所属している。

## 装備

### 車両

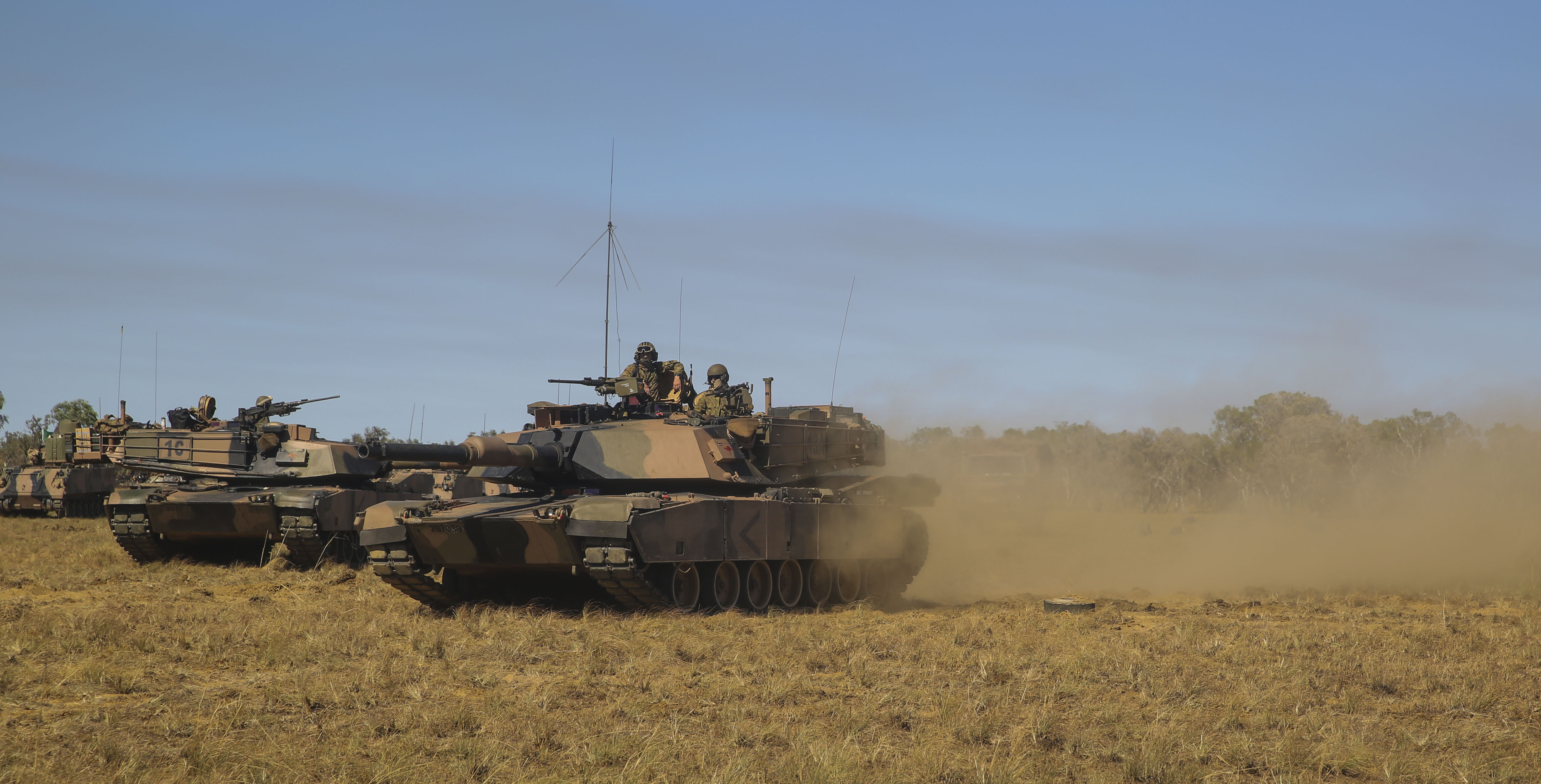
M1戦車

#### 戦車
- M1A1エイブラムス - 59輌
- M1A2エイブラムス SEPv3 - 75両（調達予定数）

2021年に導入が決定し、2024年に引き渡し開始予定。既存のM1A1と置き換える。

#### 装輪車
- ASLAV - 257台
- ボクサー装輪装甲車 - 211台（調達予定数[4]）

52億豪ドル（35億3000万米ドル）で調達され、初号車は2019年9月24日に引き渡された。2026年までに納入され、既存のASLAVと置き換え予定。
- ホークアイ - 1,052台[6]
- ハーケイ -1,100台（調達予定数）[要出典]

2021年6月現在260台を調達済み。

#### 装軌車
- M113装甲兵員輸送車 - 431輌
- M1150戦闘工兵車[7]
- M1110架橋戦車[7]

多用途車
- メルセデス・ベンツ・Gクラス - 2,268台
- HX Series軍用トラック - 2.536

### 火器

#### 小火器
- ステアーAUG
- H&K HK417
- ブローニングM2重機関銃
- ミニミ軽機関銃

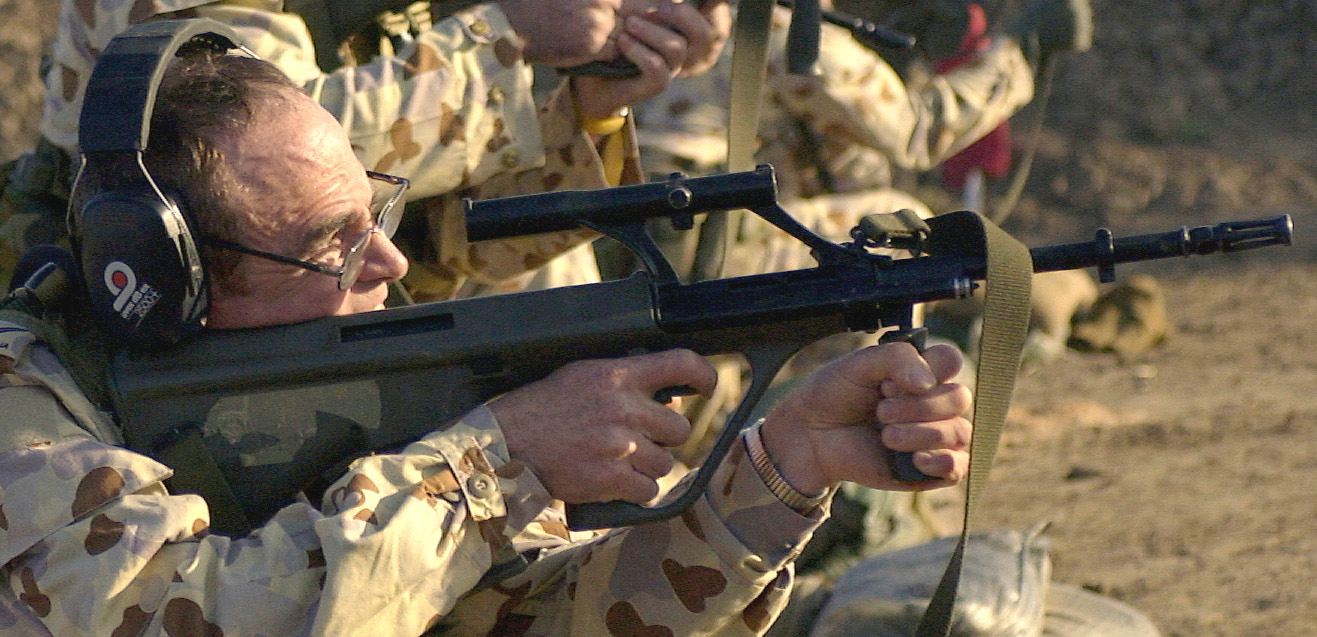
ステアーAUG

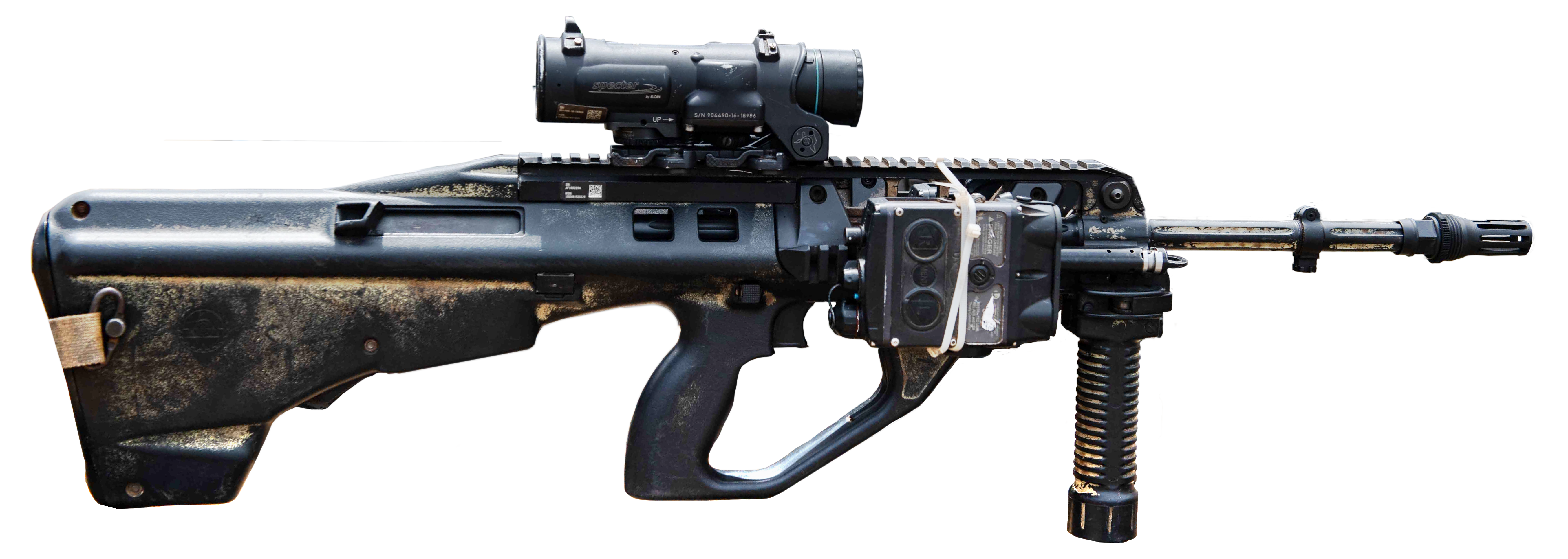
EF88小銃

- ブローニング・ハイパワー Mk3（2024年からP320に更新中）[8]
- SIG SAUER P320（制式名F9）[8][9]
- FN MAG
- アキュラシーインターナショナル AW50
- M203 グレネードランチャー
- レミントンM870
- SR-25
- カールグスタフM3/M4無反動砲[10]
- M4カービン（特殊部隊が使用）
- H&K HK416（特殊部隊が使用）
- グロック17（特殊部隊が使用）
- H&K USP（特殊部隊が使用）
- Mk19 自動擲弾銃（特殊部隊が使用）

#### 火砲
- L118 105mm榴弾砲-109門
- M198 155mm榴弾砲-36門
- M777 155mm榴弾砲-54門[11]

ウクライナに6門提供済。
- 81mm迫撃砲M252
- M72 LAW

### 誘導弾
- RBS 70
- FGM-148 ジャベリン

### 地雷
- クレイモア地雷

### 航空機

#### 回転翼機

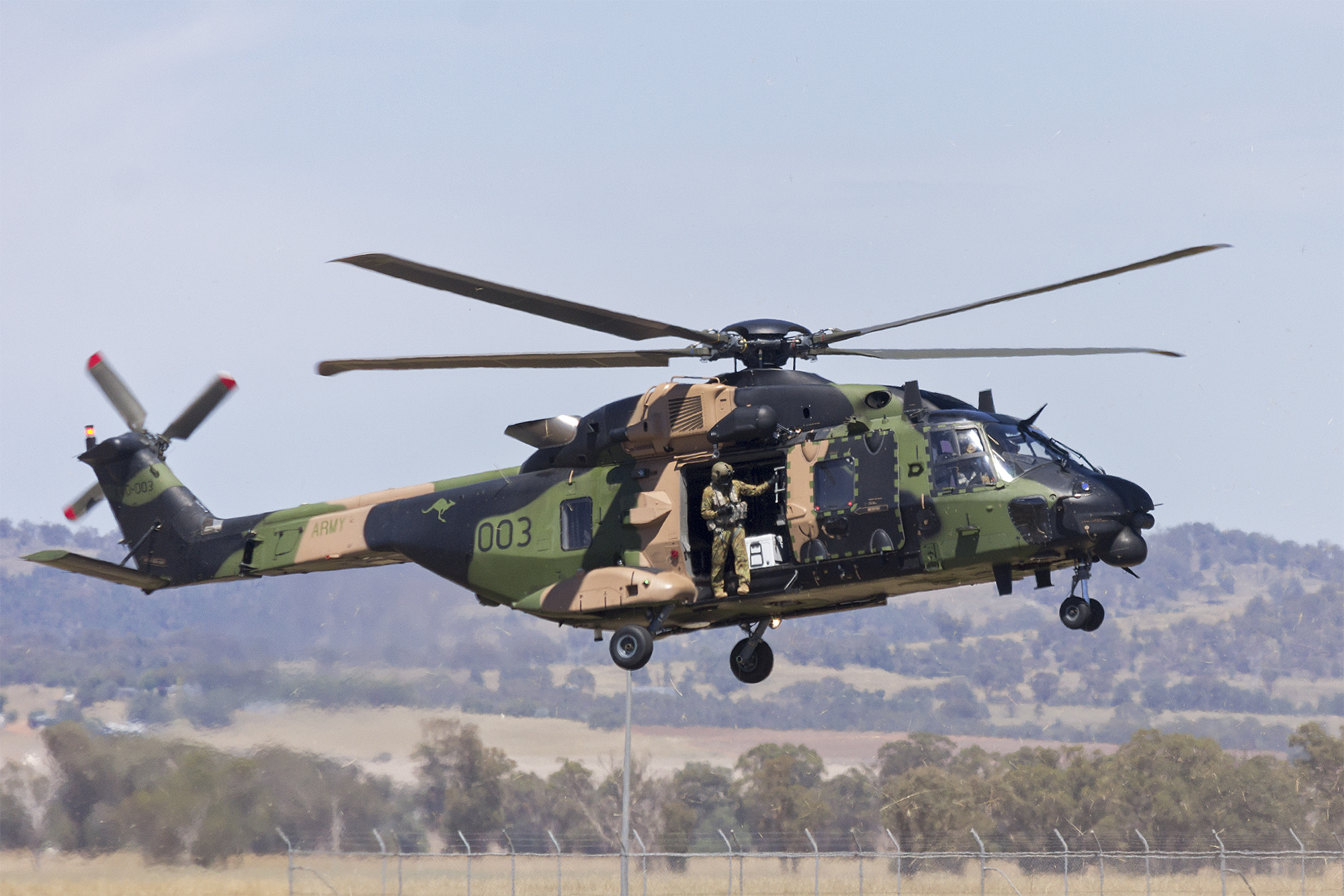
MRH-90

- OH-58 カイオワ - 27機（退役済）[6]
- CH-47 - 14機[13]
- MRH-90 タイパン（NH90） - 40機[14]
- ティーガー - 22機[15]
- AH-64E アパッチ - 29機（調達予定数）

既存のティーガーを代替する予定。2025年から納入予定。
- シコルスキー S-70 - 35機

#### 固定翼機
- ビーチクラフト キングエア - 3機